# 192
Het jaar 192 is het 92e jaar in de 2e eeuw volgens de christelijke jaartelling.

## Gebeurtenissen

### Italië
- In Rome wordt het centrum door brand verwoest, een gedeelte van het keizerlijke paleis en openbare gebouwen gaan in vlammen op. Keizer Commodus laat de hoofdstad herbouwen en verandert de naam in Colonia Lucia Annia Commodiana.
- Commodus maakt aan de Senaat bekend dat hij op nieuwjaarsdag, bij zijn aantreden als consul (1 januari) gekleed zal gaan als gladiator. De senatoren zijn hierover zeer verontwaardigd en besluiten dat hij onder geen beding de ceremonie mag ontheiligen.
- 31 december - Commodus wordt door een complot vergiftigd en in bad gewurgd door een ingehuurde atleet. De 66-jarige Publius Helvius Pertinax wordt door de pretoriaanse garde uitgeroepen tot keizer van het Romeinse Keizerrijk.

### Parthië
- Koning Vologases V (r. 192-207), de zoon van Vologases IV, bestijgt de troon en regeert over het Parthische Rijk.

### China
- Dong Zhuo, tiran van het Chinese Keizerrijk, wordt tijdens een staatsgreep door zijn stiefzoon Lü Bu vermoord.

### Japan
- Chuai (r. 192-200) volgt Seimu op als de 14e keizer van Japan.

## Geboren
- Gordianus II, Romeins keizer

## Overleden
- 31 december - Commodus (31), keizer van het Romeinse Keizerrijk
- Dong Zhuo, Chinees veldheer en staatsman
- Vologases IV, koning van Parthië